# Dacus herensis
Dacus herensis är en tvåvingeart som först beskrevs av Munro 1984.  Dacus herensis ingår i släktet Dacus och familjen borrflugor.
Artens utbredningsområde är Madagaskar. Inga underarter finns listade i Catalogue of Life.